# Abdala (vắc-xin)

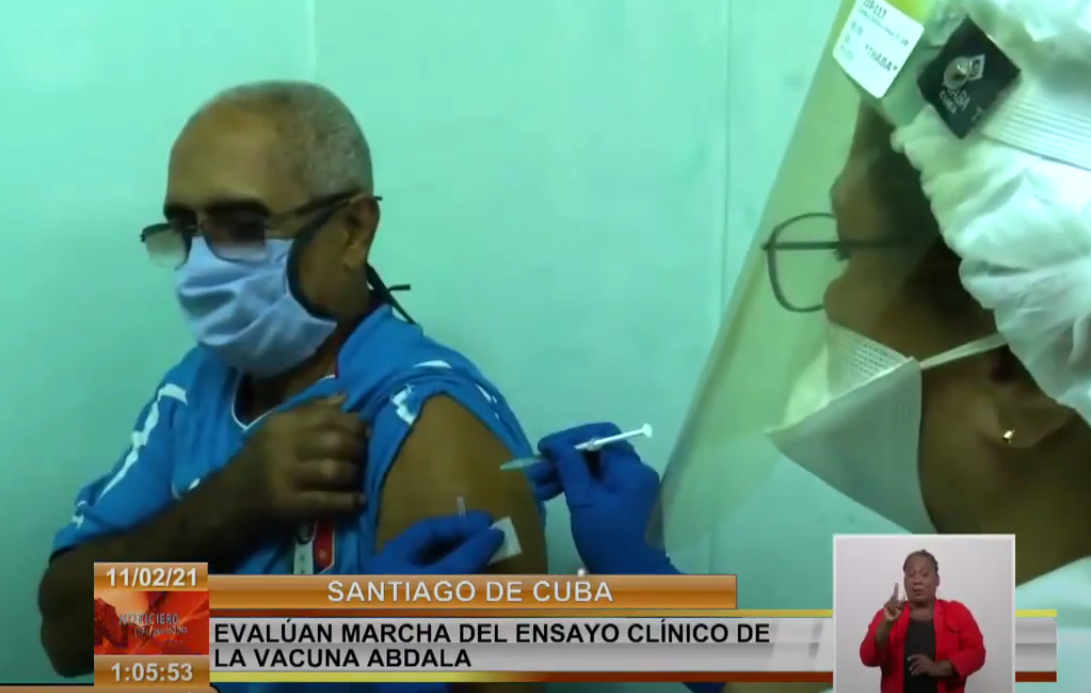
Tiêm vắc xin Abdala tại Cuba

Abdala (tên kỹ thuật CIGB-66) là loại vắc xin ngừa COVID-19 do Trung tâm Kỹ thuật Di truyền và Công nghệ Sinh học ở Cuba phát triển. Tên của loại vắc xin này được đặt theo tên một bộ phim truyền hình về người anh hùng yêu nước đấu tranh dành độc lập cho Cuba José Martí, đây là một loại vắc xin chứa các protein có nguồn gốc COVID kích hoạt phản ứng miễn dịch. Kết quả trên diện rộng của thử nghiệm lâm sàng vẫn chưa được công bố chính thức Vắc xin này là một trong hai loại vắc xin COVID-19 do Cuba phát triển trong giai đoạn thử nghiệm III Vào ngày 22 tháng 6 năm 2021, các nguồn tin chính thức của chính phủ Cuba báo cáo rằng kết quả của một nghiên cứu ban đầu của Trung tâm Kỹ thuật Di truyền và Công nghệ Sinh học Cuba với 48.290 người tham gia đã tìm thấy vắc xin này dùng 3 liều cách nhau 2 tuần đạt hiệu quả 92,28% trong việc ngăn ngừa COVID-19 có triệu chứng.

## Sản xuất
Ngoại trưởng Cuba Bruno Rodriguez Parrilla cho hay 60% dân số Cuba sẽ được chủng ngừa vắc xin Covid-19 trong tháng 8 tới. Đến nay, hơn 7,9 triệu liều vắc xin nội địa đã được tiêm chủng ở Cuba. Cuba cho biết có thể sản xuất khoảng 100 triệu liều/năm và Cuba chỉ sử dụng khoảng 30 triệu liều cho thị trường trong nước. Đại sứ Cuba tại Việt Nam là ông Orlando Nicolás Hernández Guillén cho biết, các thế lực thù địch với Cuba muốn ngăn Cuba tự phát triển các loại vắc xin hiệu quả ngừa bệnh Covid-19. Venezuela đã tuyên bố rằng họ sẽ sản xuất vắc xin loại này nhưng, kể từ ngày 2 tháng 5 năm 2021, tuyên bố này vẫn chưa thành hiện thực. Vào tháng 4, tổng thống Nicolás Maduro cho biết rằng công suất 2 triệu liều mỗi tháng được hy vọng sẽ đạt được vào tháng 8 hoặc tháng 9 năm 2021. Vào tháng 6 năm 2021 thì Bộ Y tế Việt Nam thông báo rằng các cuộc đàm phán đang diễn ra giữa Cuba và Việt Nam trong việc sản xuất vắc xin Abdala và Viện Kiểm định Vắc xin và Sinh phẩm Y tế (IVAC) là đầu mối tiếp nhận chuyển giao công nghệ Cuba sẵn sàng ký kết hợp tác với Việt Nam về cung ứng vắc xin Abdala, đồng thời hợp tác với Việt Nam để chuyển giao công nghệ sản xuất vắc xin này.